# László Bölöni
Pour les articles homonymes, voir Bölöni.
László Bölöni (connu en Roumanie comme Ladislau Bölöni), né le 11 mars 1953 à Târgu Mureș, est un footballeur roumain, reconverti entraîneur.

## Biographie

### Situation personnelle
László Bölöni fait partie de la communauté des Hongrois de Roumanie. Il dispose des nationalités hongroise, roumaine, et française depuis sa naturalisation en 1998.

### Carrière de joueur
László Bölöni commence des études de dentiste avant de s'investir pleinement dans le football. Il commence sa carrière en 1970 dans le club de Târgu Mureș, sa ville natale. Milieu défensif de devoir, pilier de la sélection nationale roumaine (pour laquelle il joue à cent huit reprises), il marque l'histoire de son équipe, qui ne crève cependant pas l'écran en Roumanie, n'atteignant au mieux que la deuxième place du championnat. Après avoir disputé plus de quatre cent-cinquante matches à Târgu Mureș, Bölöni rejoint en 1984 les rangs du Steaua Bucarest, où il s'impose à nouveau immédiatement comme un joueur indispensable. Au sein d'un effectif doré, comprenant des joueurs comme Miodrag Belodedici ou Gavril Balint, il remporte trois titres de champion de Roumanie mais surtout la Coupe d'Europe des clubs champions en 1986, devant le FC Barcelone.
Début 1988, Bölöni peut enfin quitter la Roumanie pour tenter sa chance à l'étranger. Mais à presque 35 ans, il n'intéresse plus les grands clubs européens et doit se contenter de signer au Racing Jet de Bruxelles. Il rejoint ensuite la France pour jouer en deuxième division à Créteil puis à Orléans, où il met fin à sa carrière.

### Entraîneur
En 1992, Bölöni met fin à sa carrière de joueur pour devenir entraîneur. Il débute à l'AS Nancy-Lorraine en tant qu'adjoint d'Olivier Rouyer, avant de prendre la tête de l'équipe première en 1994. Bölöni restera près de six saisons à Nancy, alternant remontées en Division 1 et descentes en Division 2. Éphémère sélectionneur national de la Roumanie, il part en 2001 entraîner le Sporting Portugal, avec qui il devient champion du Portugal et où il fera émerger Cristiano Ronaldo. En 2003, Bölöni est de retour en France où il prend en mains le Stade rennais. Le club sort de plusieurs saisons sans éclat, dans la deuxième moitié de tableau de la Ligue 1. L'équipe fait d'énormes progrès et enchaine des séries très bonnes et d'autres mauvaises tout en grimpant au classement. Il se classera 9e en 2004, 4e en 2005 (le deuxième meilleur classement ex æquo de l'histoire du club) et 7e en 2006. Mais malgré ce bilan intéressant, ses méthodes sont critiquées par plusieurs joueurs.
Le 31 mai 2006, il signe à l'AS Monaco pour deux saisons, mais il est mis à l'écart dès le 23 octobre, victime du début de saison catastrophique du club de la principauté.
Le 6 avril 2007, il signe à l'Al-Jazira Club (Émirats arabes unis) pour un an et demi. Le 21 mai 2008, il rate le titre lors de la dernière journée de la Ligue UEA en réalisant un match nul dans le match pour le titre contre Al Shahab : 0-0 mais il mène le club à la seconde place du championnat des Émirats arabes unis, soit la meilleure place du club depuis 5 ans lors de sa première année à la tête de l'équipe. Il est alors pressenti pour revenir en Roumanie à la tête du Rapid Bucarest où l'attend un contrat de 3 millions par an pendant 3 ans mais le président du club refuse de verser les 9 millions d'indemnités en cas de licenciement.
Le 9 juin 2008, il signe un contrat d'un an en tant qu'entraîneur principal du Standard de Liège (Belgique) où il remporte déjà une Supercoupe de Belgique contre le rival RSC Anderlecht. Le 17 mai 2009, il est élu entraîneur de l'année 2009 (Belgique), et une semaine plus tard, le 24 mai 2009, il remporte le titre au terme d'un double test-match contre Anderlecht, avec qui il a terminé à égalité de points (77) au terme de la saison régulière. 
Cette saison-là, il permit au Standard de tenir la dragée haute au Liverpool FC au 3e tour préliminaire de la Ligue des champions (battus à la dernière minute des prolongations), puis éliminer Everton FC au tour préliminaire de la Coupe UEFA, avant de battre le FC Séville, le Partizan Belgrade et la Sampdoria en phase de poules. Il sera finalement éliminé par Braga en 1/16e de finale. Sous sa houlette, le Standard a rehaussé son niveau de jeu après plusieurs années de déclin. Le 10 juin 2009, le Standard de Liège annonce officiellement la prolongation du contrat du Roumain pour la saison 2009-2010. Si le championnat ne lui apporte que peu de satisfaction, László Bölöni permet au Standard de réaliser un parcours honorable en Coupe d'Europe. En décrochant la troisième place de sa poule de Ligue des champions comprenant Arsenal, l'Olympiacos et AZ, il qualifie le club pour la Ligue Europa, mais le 10 février 2010, à la suite des mauvais résultats du club en championnat, le Standard annonce la résiliation à l'amiable de son contrat et de celui de son adjoint Joaquim Preto. Bölöni est remplacé jusqu'à la fin de la saison par Dominique D'Onofrio.
Il signe en mai 2010 avec le champion d'Asie en titre, l'Al-Wahda, avant d'être licencié trois mois plus tard et seulement deux matches de championnat (une victoire et une défaite).
Le 2 janvier 2011, il signe un contrat avec le RC Lens, afin de remplacer Jean-Guy Wallemme qui a fait part de sa volonté d'être désengagé de la responsabilité de l'équipe professionnelle. Il aura pour objectif de sauver le RC Lens de la descente en Ligue 2 mais il échoue. Il est démis de ses fonctions et remplacé par Jean-Louis Garcia qui était l'entraîneur du SCO d'Angers cette saison.
Après ce licenciement, il paraphe un contrat de deux ans pour le club du PAOK Salonique.
Le 24 juin à la suite de son départ du PAOK Salonique il s'engage en faveur du club qatari d'Al-Khor où il a paraphé un bail d'un an.
Le 16 juin 2017, il est nommé à la tête du Royal Antwerp. Le 31 août 2018, il prolonge son contrat jusqu'en 2020.
En août 2020, il est nommé entraîneur du KAA La Gantoise.
Remercié le 14 septembre 2020 par le club belge après à peine 25 jours à son poste et trois rencontres de championnat (deux défaites, une victoire), l'entraîneur Laszlo Bölöni a retrouvé du travail. Le Roumain de 67 ans a signé en octobre 2020 avec le club grec du Panathinaïkos Athènes. Moins d’un an après son arrivée sur le banc de l’un des plus populaires clubs de Grèce, il est licencié en mai 2021 alors qu'il reste deux matchs à jouer en championnat. 
Il est nommé entraineur principal du FC Metz, fraichement relégué en Ligue 2, le 16 juin 2022. À l'issue de la saison 2022-2023, le FC Metz est promu en Ligue 1. En septembre 2023, le club annonce la prolongation du contrat de Bölöni et de ses adjoints, initialement terminé en juin 2024, jusqu'en juin 2025. Après deux années sur le banc du club à la Croix de Lorraine, le natif de Târgu Mures quitte les bords de la Moselle.

## Palmarès joueur

### En club

#### Steaua Bucarest
- Vainqueur de la Supercoupe d'Europe en 1986
- Vainqueur de la Coupe d'Europe des Clubs Champions en 1986
- Champion de Roumanie en 1985, en 1986 et 1987
- Vainqueur de la Coupe de Roumanie en 1985 et 1987
- Finaliste de la Coupe Intercontinentale en 1986

#### ASA Târgu Mureș
- Vice-champion de Roumanie en 1975 avec ASA Târgu Mureș

### En équipe de Roumanie
- 108 sélections et 25 buts entre 1975 et 1988
- Participation au Championnat d'Europe des Nations en 1984 (Premier Tour)

#### Distinctions individuelles
- Élu meilleur footballeur roumain de l'année en 1977 et en 1983

## Palmarès entraîneur

### En club
- Vainqueur de la Coupe du Golfe des Clubs Champions en 2007 avec Al Jazira
- Champion du Portugal en 2002 avec le Sporting Portugal
- Champion de Belgique en 2009 avec le Standard de Liège
- Vainqueur de la Coupe du Portugal en 2002 avec le Sporting Portugal
- Vainqueur de la Coupe de Belgique en 2020 avec le Royal Antwerp FC
- Vainqueur de la Supercoupe du Portugal en 2002 avec le Sporting Portugal
- Vainqueur de la Supercoupe de Belgique en 2008 et en 2009 avec le Standard de Liège
- Champion de France de Division 2 en 1998 avec l'AS Nancy

### Distinction individuelle
- Élu meilleur entraîneur de l'année de Jupiler Pro League en 2009